# ブリ雑煮
ブリ雑煮は、日本の郷土料理。ブリを入れた雑煮である。長野県松本市、岡山県南部、福岡県、長崎県など、西日本や北陸で食されている。ブリは代表的な出世魚であり、縁起物として、年取り用の高級魚として古くから珍重されていた。

## 長野県

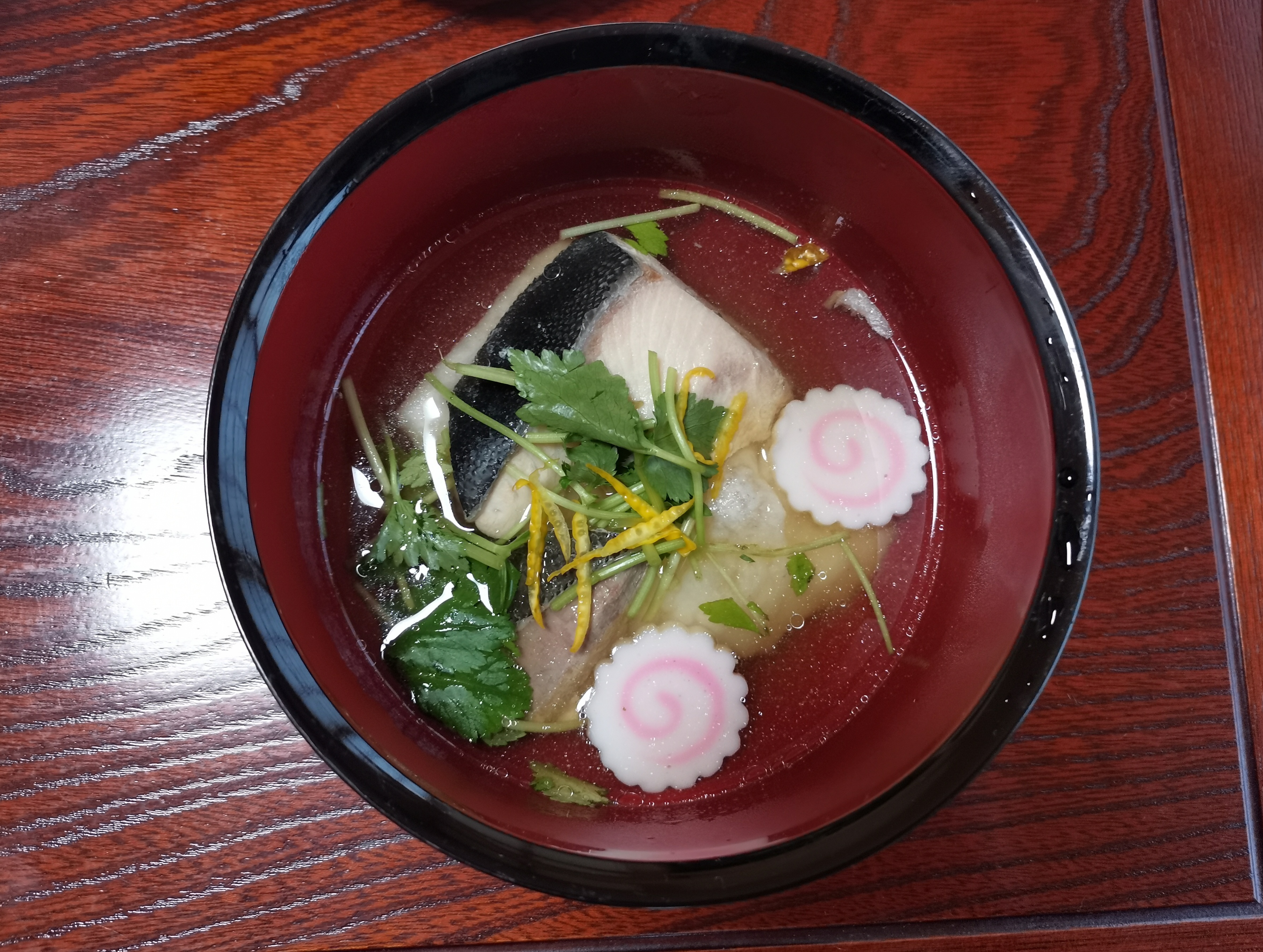
松本地域のブリ雑煮

長野県松本市地域では、塩ブリを主体にしたブリ雑煮が食されている。
焼いた切り餅を使用したすまし汁仕立てで、ダイコン、ネギ、ハクサイなど各家庭で栽培していた野菜も具に使用される。
江戸時代に、富山湾で水揚げされたブリを使用したのが始まりとされる。ブリは塩ブリに加工され、松本を経由して、木曽、諏訪、伊那へと運ばれていった。松本で経済力のある家庭では暮れに塩ブリを1尾購入し、二十日正月まで少しづつ食べていた。塩ブリから切り身を切り出した後の残りを無駄なく利用するために、雑煮に用いられた。アラも煮物などに利用されている。
なお、同じ信州であっても長野市地域は新潟方面から運ばれてくる鮭を雑煮に使用する。ブリと鮭の境界線は糸魚川静岡構造線あたりになる。

## 岡山県

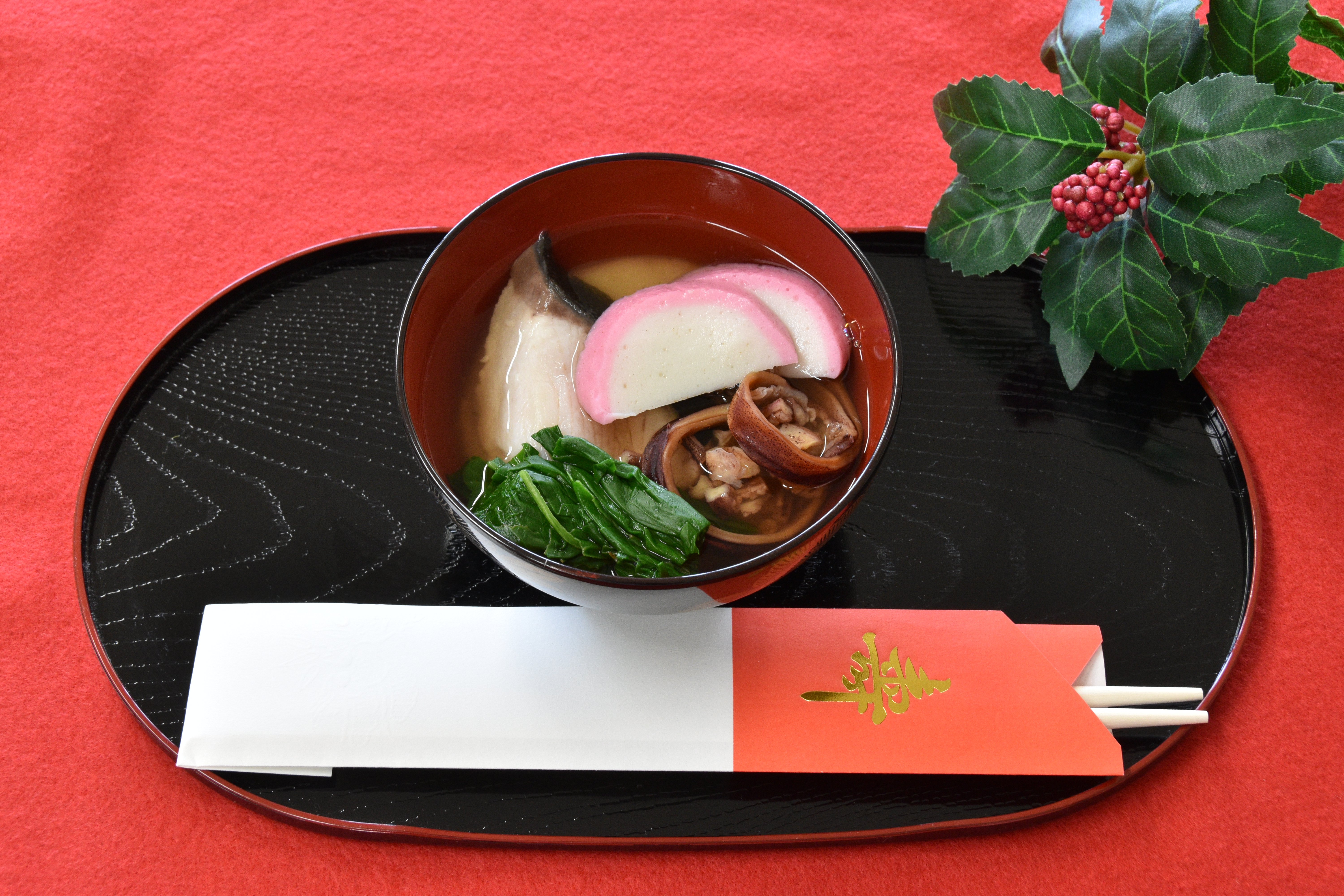
津山市のブリ雑煮

岡山県では「ブリ市」が立つことでも知られており、そのブリ市が立つ地域でブリ雑煮は食されている。しかしながら、庶民がブリを市で買えるようになったのは第二次世界大戦後の農地改革以降であり、年に1度の贅沢品としてブリを購入し、雑煮にするのは贅沢へのあこがれ、労働への励みであった。
県南ではブリの他に、藻貝（モガイ、サルボウガイ）、牡蠣、エビが入り、県北ではハマグリが入ることも多い。また、根菜類が使用されることが多い。
ブリは根菜が煮えてから加える他に、ブリを別に煮付けておいたり、焼いたブリを入れることもある。
丸餅を使用し、すまし汁仕立てなのは岡山県内で共通であるが、以下の様に大別される。
備中
ブリだし。ブリを入れる。南部は貝類なども入るが、北部に行くにつれ根菜のみになる。
美作
スルメだし。ブリは入れない。
備前北部
スルメだし。ブリは入れない。
備前南部
カツオと昆布だし。ブリは入れない。

## 福岡県
九州北部には、初正月を迎える新婚の婿方の実家から嫁方の実家へ嫁への感謝の意を込めてブリを一尾贈る嫁ブリと呼ばれる風習がある。ブリを雑煮に用いるようになったのは、縁起物であるという理由の他に、この嫁ブリの風習が影響しているのではないかと考えられている。

### 博多雑煮

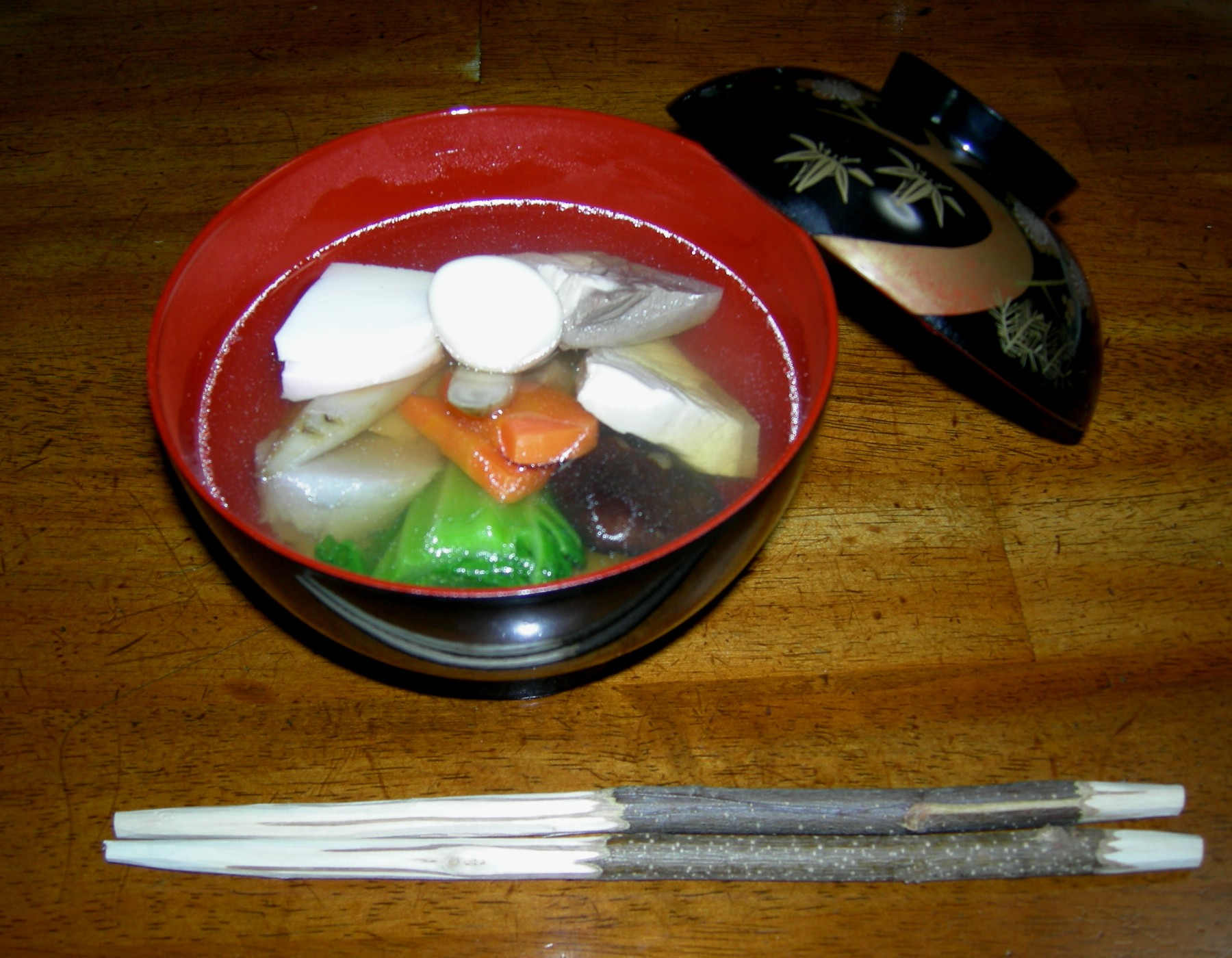
博多雑煮の例

博多雑煮は福岡県福岡市博多区で食されている雑煮。かつお菜は欠かせない具材とされ、餅は小さめの丸餅を使用する。
アゴ（トビウオ）で出汁を取るのが特徴。また、ブリの切り身は事前に湯通ししておく。餅と具を別々の鍋でそれぞれ煮ておいて、あらかじめ温めておいた出汁を入れた椀に餅と具を加えて作る。また、食べる際には栗の枝から作られた「栗はい箸」（栗枝箸とも）の新しい物が正月用として用いられる。栗はい箸は、大きさや太さも不揃いでゆがんでいるため箸先をそろえて使用するのが難しい。そこで栗はい箸を巧く使うことは「やりくりがうまくなる」という縁起担ぎにもなっている
具は1人前ずつを竹串に刺して準備しておき、提供する際に串から抜いて椀に入れて、最後に出汁をかけるという調理法が特徴である。この調理法は、ごりょんさん（御寮人に由来する博多商人のおかみさんを指す語）が楽をできるために考案されたとされる。年末年始に来客が多く、商売も忙しい商家において、客をもてなすための雑煮の準備に手間をかけてはいられないため、手早く振る舞えるよう1人前の具材を串に刺しておいたとされる。

### ぶり串刺し雑煮
ぶり串刺し雑煮（ぶりくしざしぞうに）は、福岡県宗像市鐘崎港周辺で食されている雑煮。
使用される具材は、博多雑煮に同じだが、餅以外の具材を串刺しにし、串のまま椀に盛り付けるのが特徴である。

## 長崎県
長崎雑煮（ながさきぞうに）には、具が多いのが特徴である。使われる具材は家庭によってまちまちであるが、塩ブリと唐人菜（白菜の一種）は欠かせないものとされる。
具の数は奇数、各人に満遍なく盛りつけるのが特徴で、具が多いため大ぶりの椀で提供される。
なお、唐人菜には「名をあげる」という縁起担ぎもある。